# Chorąży Służby Więziennej
Chorąży Służby Więziennej (chor. SW) – stopień w Służbie Więziennej, odpowiednik stopnia chorążego w Siłach Zbrojnych RP.
Wzory dystynkcji chorążego SW zostały określone w rozporządzeniu ministra sprawiedliwości z dnia 7 lutego 2011 w sprawie umundurowania funkcjonariuszy Służby Więziennej.